# Indika
Indiká (etwa: „Indische Geschichte“) ist der Titel mehrerer Schriften antiker griechischer Geschichtsschreiber über das antike Indien.
Ähnlich wie vergleichbare antike Schriften über das Perserreich (siehe Persika), handelt es sich hierbei um speziell ethnographisch angelegte Werke. Das Wissen der Griechen über das antike Indien war vor dem Alexanderzug allerdings sehr lückenhaft und geprägt von oft märchenhaften Erzählungen, die bis Herodot zurückreichten. Für die Griechen war Indien ein „Wunderland“, in dem halbmythische Wesen lebten, wie nach Gold grabende, riesige Ameisen; vielerlei ähnlich wundersame Geschichten (Mirabilien) kursierten im 5. und 4. Jahrhundert v. Chr. Grundsätzlich spiegelt die Darstellungsform der Indiká die Faszination der Griechen hinsichtlich Indiens dar, mit dem sie Fantasievorstellungen verbanden; selbst in Berichten von Griechen, die Kenntnisse über Indien aus erster Hand hatten, schimmert eine verwunderlich wirkende Realität für dieses ihnen so fremde Land durch.
Der Großteil dieser Werke ist verloren gegangen bzw. nur fragmentarisch erhalten (gesammelt in Die Fragmente der griechischen Historiker); von einigen Werken sind nur die Autorennamen bekannt. Skylax von Karyanda schrieb bereits im späten 6. Jahrhundert v. Chr. einen Bericht über seine Indienfahrt. Um 400 v. Chr. schrieb Ktesias von Knidos ein Werk mit dem Titel Indiká, das zwar romanhaft ausgeschmückt war, aber den damaligen (unzureichenden) Kenntnisstand der Griechen über dieses Land dokumentiert. 
Mit den Eroberungen Alexanders erweiterte sich das Indienbild der Griechen dramatisch und es entstanden mehrere Werke von Autoren, die Kenntnisse aus eigener Erfahrung hatten. So verfassten im Rahmen des Alexanderzugs Nearchos und Onesikritos diesbezügliche Schriften. Im Hellenismus schrieben mehrere Autoren Werke mit dem Titel Indiká, so Megasthenes und Daimachos, die beide als Botschafter der Seleukiden am Hof der Mauryakönige fungierten. Ebenfalls als dortiger Gesandter hat ein gewisser Dionysios fungiert, von dessen Werk über Indien aber nichts erhalten ist. Arrian hat in der frühen römischen Kaiserzeit in seinem indischen Buch auf Nearchos, Megasthenes und andere Autoren zurückgegriffen. Arrians Darstellung ist von einer Nüchternheit geprägt, die im Gegensatz zu den oft wundersamen Schilderungen anderer Verfasser von Indiká steht, was wohl nicht zuletzt auf seine Quellen zurückzuführen ist.